# Ritorno a Cold Mountain (romanzo)
Ritorno a Cold Mountain (Cold Mountain) è il primo romanzo di Charles Frazier (1997) vincitore di un premio National Book Award per la narrativa. Nel 2003 il regista Anthony Minghella ne trasse l'omonimo film che ottenne 7 nomination al premio oscar.

## Trama
Il romanzo si apre in un ospedale militare confederato vicino a Raleigh, nella Carolina del Nord, dove Inman si sta riprendendo dalle ferite di guerra durante la guerra civile americana. Il soldato è stanco di combattere per una causa in cui non ha mai creduto. Dopo aver considerato il parere di un cieco e commosso dalla morte dell'uomo nel letto accanto a lui, decide di cadere una notte dall'ospedale e tornare a casa a Cold Mountain, Carolina del Nord.
A Cold Mountain, il padre di Ada muore. La fattoria, chiamata Black Cove, dove la raffinata e cittadina Ada vive, è presto ridotta a uno stato di abbandono, ma è salvata dalla miseria da una giovane donna piena di risorse ma senza casa di nome Ruby, che presto si trasferisce da lei. Insieme, puliscono il posto e lo restituiscono alla produttività. Ruby insegna anche ad Ada come sopravvivere in questi tempi difficili, mentre lei condivide la sua conoscenza della letteratura con la sua nuova amica.
Inman diventa presto consapevole della Guardia nazionale confederata, che caccia i disertori militari dalla Confederazione.  Incontra un predicatore chiamato Veasey, che cattura nell'atto di tentare di uccidere la donna che ha impregnato. Dopo che Inman lo dissuade, viaggiano insieme. Macellano un toro morto che è caduto in un torrente e il proprietario del toro, Junior, li consegna alla Guardia Nazionale. Vengono messi in un gruppo di altri prigionieri catturati e marciano per giorni prima che la Guardia Nazionale decida semplicemente di spararli perché sono "troppo guai". Veasey si fa avanti per cercare di fermarli e viene ucciso. Inman è sfiorato da un proiettile che è passato attraverso Veasey e si pensa che sia morto. I Guardiani scavano una fossa comune di massa e Inman si ritira, aiutato in parte da alcuni maiali selvatici di passaggio.  Non può seppellire Veasey, quindi lo gira a faccia in giù e continua.
Il viaggio di Inman è duro. Affronta la fame e un tentativo di rapina a mano armata in una taverna rurale, anche se porta un revolver LeMat per la protezione. Occasionalmente, viene aiutato e protetto dai civili che non vogliono avere niente a che fare con la guerra. Attraverso astuzia ingegnosa, aiuta uno di loro a rintracciare e recuperare un maiale, il suo unico possesso e fonte di cibo per l'inverno, che era stato appena conquistato dai soldati dell'Unione. È anche aiutato da una donna che possiede capre, che gli dà consigli e medicine per curare finalmente le sue ferite.
Il padre di Ruby, Stobrod, viene sorpreso a rubare del grano nella fattoria di Ada. Ruby rivela che era un deadbeat che abusava e la trascurava quando era molto giovane; è anche un disertore confederato. Tuttavia, Ruby lo alimenta a malincuore.  Presto tornerà un altro giorno con un amico dalla mente semplice di nome Pangle. Insieme intrattengono tutti suonando il violino e il mandolino. Tuttavia la Guardia Nazionale, guidata dal sadico Capitano Teague, alla fine li rintraccia e li spara. Un terzo compagno, denominato "Georgia", sfugge all'uccisione e va ad avvisare Ada e Ruby. Le due donne cavalcano e trovano Stobrod a malapena in vita. Ada e Ruby campeggiano per dargli un posto dove riprendersi.
Dopo che Inman arriva a Black Cove per trovarlo vuoto, si mette alla ricerca di Ada sulla montagna. Inaspettatamente la incontra presto a caccia di tacchini selvatici. Entrambi sono cambiati così tanto nel loro aspetto e nel loro comportamento da quando si sono lasciati che sono alcuni momenti prima che si riconoscano a vicenda. Inman si accampa con Ada e Ruby. Quest'ultima ha paura che Ada la congederà ora che ha un marito, ma lei la rassicura che ha bisogno di lei come amica e per le sue idee, così Ruby dà alla coppia la sua benedizione. Più tardi Ada e Inman fanno l'amore. Cominciano felicemente ad immaginare la vita che avranno insieme a Black Cove e a fare piani per il loro futuro.
Tuttavia, mentre la festa inizia il viaggio di ritorno alla fattoria, incontrano la Guardia Nazionale.  Comincia una sparatoria in cui Inman uccide tutti i membri della Guardia Nazionale tranne la Birch di 17 anni, la feroce protettrice di Teague. Inman alla fine mette il ragazzo contro una sporgenza rocciosa, ma è riluttante a sparargli a sangue freddo.  Tuttavia, dopo che i tentativi non riescono a convincere Birch a deporre le braccia e ad andarsene, il ragazzo spara e uccide Inman.
Ada è rimasta vedova e incinta di una bambina che crescerà a Black Cove insieme a Ruby e Stobrod.

## Premi e nomination
Cold Mountain ha vinto il National Book Award ,   il WD Weatherford Award (1997),  e il Boeke Prize (1998).

## Adattamenti
- Il libro è stato adattato per lo schermo dal regista Anthony Minghella , come il film del 2003 Cold Mountain , con Jude Law, Nicole Kidman e Renée Zellweger .  Il film è stato candidato a sette Oscar , tra cui quello per il miglior attore di Jude Law, e ha vinto l'Oscar come migliore attrice non protagonista per Renée Zellweger.
- Il romanzo è stato adattato come un'opera, Cold Mountain , che è stata presentata durante la stagione dei festival estivi 2015 da Santa Fe Opera , in co-commissioni e coproduzioni con Opera Philadelphia e il Minnesota Opera , in collaborazione con North Carolina Opera, e registrato per PENTATONE (PTC 5186583).  Il lavoro è stato composto dal vincitore del premio Pulitzer 2010 in musica, Jennifer Higdon , da un libretto scritto da Gene Scheer .  Era la prima opera di Higdon.

## Ricezione
Cold Mountain ha ricevuto una ricezione critica mista.  "Kirkus Reviews" in The Atlantic elogia l'uso del linguaggio da parte di Frazier, scrivendo: "Frazier ha il dono di Cormac McCarthy di rendere il tono e il sapore del discorso regionale, e di catturare parte della vera stranezza della natura umana".  Kirkus prosegue dicendo che Cold Mountain è "un debutto promettente, ma troppo lungo e irregolare".  Ancora una volta il critico elogia e rimprovera il romanzo, affermando: "il tragico climax è convincente ma alquanto affrettato, viste le numerose scene dilatorie che lo hanno preceduto".  La lunghezza del romanzo e il ritmo lento dello storytelling sono nuovamente messi in discussione quando il critico afferma "non c'è dubbio che Frazier possa scrivere, il problema è che si ferma così spesso ad assaporare il puro piacere dell'atto di scrivere in questo sforzo di debutto. "   Il periodico online Weekly's ha prodotto una recensione più positiva della scrittura del libro: "Frazier descrive vividamente il terreno accidentato e vario dei viaggi di Inman e dei personaggi colorati che incontra".  L'editore Weekly continua dicendo che "Frazier mostra come vite di soldati e di civili si approfondiscano e si trasformino come conseguenza diretta della tragedia della guerra.